# Deinopa angulina
Deinopa angulina là một loài bướm đêm trong họ Erebidae.